# Hastingleigh
Hastingleigh – wieś w Anglii, w hrabstwie Kent, w dystrykcie Ashford. Leży 35 km na wschód od miasta Maidstone i 88 km na południowy wschód od centrum Londynu. W 2001 miejscowość liczyła 247 mieszkańców.